# リンカーン郡 (サウスダコタ州)

サウスダコタ州内の位置

リンカーン郡（Lincoln County）は、アメリカ合衆国サウスダコタ州に位置する郡である。人口は6万5161人（2020年）。郡庁所在地はカントンである。人口増加、住宅戸数、その他の指標でアメリカ合衆国内で急成長している郡の1つ。

## 地理
アメリカ合衆国統計局によると、リンカーン郡は総面積1,499 km² (579 mi²) である。このうち1,497 km² (578 mi²) が陸地で0.09%の 1 km² (0 mi²) が水域である。

### 主要道路
| - 州間高速道路29号線 - アメリカ合衆国国道18号線 - サウスダコタ州道11号線 - サウスダコタ州道17号線 | - サウスダコタ州道44号線 - サウスダコタ州道46号線 - サウスダコタ州道115号線 |

### 郡区
リンカーン郡は16郡区に分けられている：ブルックリン、カントン、デイトン、Delapre、デラウェア、エデン、グラント、Fairview、ハイランド、La Valley、リンカーン、リン、ノルウェー、Perry、Pleasant、スプリングデール。

### 隣接する郡
- ミネハハ郡 - 北
- アイオワ州ライアン郡 - 北東
- アイオワ州スー郡 - 南東
- ユニオン郡 - 南
- クレイ郡 - 南西
- ターナー郡 - 西

## 人口動勢
2000年国勢調査で、この郡は人口24,131人、8,782世帯、及び6,665家族が暮らしている。人口密度は16/km2 (42/mi2) である。6/km2 (16/mi2) の平均的な密度に9,131軒の住居が建っている。この郡の人種的構成は白人97.55%、アフリカン・アメリカン0.34%、先住民0.53%、アジア0.46%、太平洋諸島系0.02%、その他の人種0.29%、及び混血0.81%である。人口の0.70%がヒスパニックまたはラテン系である。
この郡内の住民は29.70%が18歳未満の未成年、18歳以上24歳以下が7.60%、25歳以上44歳以下が31.90%、45歳以上64歳以下が20.40%、及び65歳以上が10.40%にわたっている。中央値年齢は34歳である。女性100人ごとに対して男性は99.80人である。18歳以上の女性100人ごとに対して男性は97.50人である。

## 都市及び町
- カントン（Canton）
- ハリスバーグ（Harrisburg）
- ハドソン（Hudson）
- Beresford
- Fairview
- Lennox
- Tea
- Worthing
- スーフォールズ（小部分）